# Fútbol Club Villa Clara
O Fútbol Club Villa Clara é um clube de futebol cubano com sede em Santa Clara.
Atua no Estádio Augusto César Sandino, representando a cidade e toda a província; é de jure baseado na vila de Zulueta e manda alguns jogos no Estádio Camilo Cienfuegos.
Disputa atualmente a Primeira Divisão do país caribenho.
É um dos clubes mais bem-sucedidos do futebol local, tendo vencido o campeonato nacional 14 vezes.

## Títulos
- Campeonato Cubano de Futebol
  - Campeão (14): 1980, 1981, 1982, 1983, 1986, 1992, 1996, 1997, 2002-03, 2004-05, 2010-11, 2011-12, 2013, 2016